# Вюнше, Август
Карл Август Вюнше (нем. August Wünsche; род. в 1839 г. в Хайневальде близ Циттау; ум. 15 ноября 1912 в Дрездене) — немецкий христианский богослов и гебраист; издатель «Bibliotheca Rabbinica» (1880—1912) и (совместно с Я. Винтером) 3-томной антологии еврейской литературы (1892—1896).

## Биография
По окончании Лейпцигского университета со степенями доктора философии и богословия (1866), Вюнше занял место преподавателя в одном дрезденском среднеучебном заведении (Petrischule Leipzig) и все свои досуги посвятил учёной и литературной деятельности, причём усиленно занимался раввинской литературой. Был прекрасным знатоком древнееврейского языка и средневековой еврейской письменности..

## Труды
Вюнше издал:
- комментарии к Осии (1868) и Иоилю (1872);
- «Neue Beiträge zur Erläuterung der Evangelien aus Talmud und Midrasch» (1878) — после трудов Лайтфута и Шеттгена наиболее полное собрание параллельных мест Талмуда и Евангелий.

Два года спустя Вюнше приступил к изданию «Bibliotheca Rabbinica», куда до 1908 г. вошли следующие переводы:
- всего Мидраша Рабба и Мидраша пяти Мегиллот (Пяти свитков) — с комментарием и введениями;
- агадических частей Талмудов: Иерусалимского (1880) и Вавилонского (1886—1889),
- полной Песикты[англ.] (1885),
- Мидраша к Псалмам (1891)
- Мехилты (1908) — в сотрудничестве с Я. Винтером.[3]

Одновременно с упомянутыми капитальными трудами Вюнше издал ещё ряд монографий, касающихся еврейства и мусульманства, и свидетельствующих ο глубокой эрудиции и  широком размахе таланта Вюнше:
- «Die Räthselweisheit bei den Hebräern» (1883),
- «Die Freude in den Schriften des Alten Bundes» (1896),
- «Naturbildersprache des Alten Testaments» (1897),
- «Gedanken über Bild u. Vergleich im Hebr. und Arabischen» (1904),
- «Jesu Konflikt mit den Pharisäern und Schriftgelehrten» (1904),
- «Sagen vom Lebensbaum u. Lebenswasser, altoriental. Mythen» (1905),
- «Schönheit der Bibel» (1906),
- «Schöpfung und Sündenfall nach jud. u. inoslem. Sagenkreise» (1907)
- «Aus Israels Lehrhallen» (2 тома, 1907).[3]

Помимо всех перечисленных трудов, Вюнше снискал себе всемирную известность изданием (совместно с доктором Я. Винтером) трехтомного сочинения «Geschichte der jüdischen Literatur seit Abschluss des Kanons» (1892—1895). Это одна из наиболее полных и всесторонне разработанных антологий еврейской литературы, в ряде законченных монографий дающая полную характеристику всех видов и периодов еврейского литературного творчества. Вступительные статьи принадлежат наиболее видным специалистам, a переводные отрывки из самих характеризуемых памятников наглядно иллюстрируют отдельные положения монографий. Ценность труда также в том, что в него вошли немецкие переводы отрывков, до того широкой публике совершенно не известных. Книга Вюнше была очень тепло встречена критикой.